# Відьма. Відродження.
Відьма. Відродження. — фільм жахів 2021 року виробнцтва Великої Британії. Режисер Лука Габріеле Россетті; сценаристи Лука Габріеле Россетті та Ендрю Коен. Продюсери Лука Габріеле Россетті й Шаді Або. Прем'єра в Україні відбулася 3 лютого 2022 року.

## Про фільм
Компанія друзів вирішує організувати «італійські канікули». По дорозі друзі вирішують  зупинитися на нічліг у покинутому маєтку. Однак їх випадковий візит порушує спокій древньої відьми, котра живе там. І тепер їх чекає мабуть що найжахливіша ніч.

## Знімались
| Актор          | Роль |
| -------------- | ---- |
| Томмазо Базілі |      |
| Тейлор Скінс   |      |
| Шерін Маззуллі |      |